# فاروق سبتي أوغلو
فاروق سبتي أوغلو (بالتركية: Faruk Septioğlu)‏, (ولد: 2 فبراير 1961, «بالو» في معمورة العزيز, تركيا) سياسي تركي. ونائب سابق في البرلمان التركي لأكثر من دورة ممثلا عن حزب العدالة والتنمية.